# Zoltaiite
La zoltaiite è un minerale.